# Frank Česen
Frank Česen, slovenski književnik in kulturno politični delavec v ZDA, * 23. januar 1890, Dob, † 11. junij 1983, Cleveland.
Po preselitvi v ZDA (1906) je nekaj časa delal v Detroitu in v rudniku v severni Minnesoti, potem pa se je naselil v Clevelandu. Tu se je 1916 včlanil v Jugoslovansko socialistično zvezo. Leta 1919 je postal predsednik Dramskega društva Ivan Cankar in sodeloval pri drugih dramskih in pevskih društvih (Zarja, Triglav, Bled, Naša zvezda, Slovan). V Ameriške družinskem koledarju, Majskem glasu, Cankarjevem glasniku, Prosveti je objavljal črtice, novele, članke, pisal  spomine, zgodbe o izseljencih, humoristične spise in komedije. Med drugo svetovno vojno je bil aktiven v Slovenski sekciji Jugoslovanskega pomožnega odbora in v Slovensko-ameriškem narodnem svetu ter bil po 1945 njegov zadnji predsednik.